# 戈茲德尼察

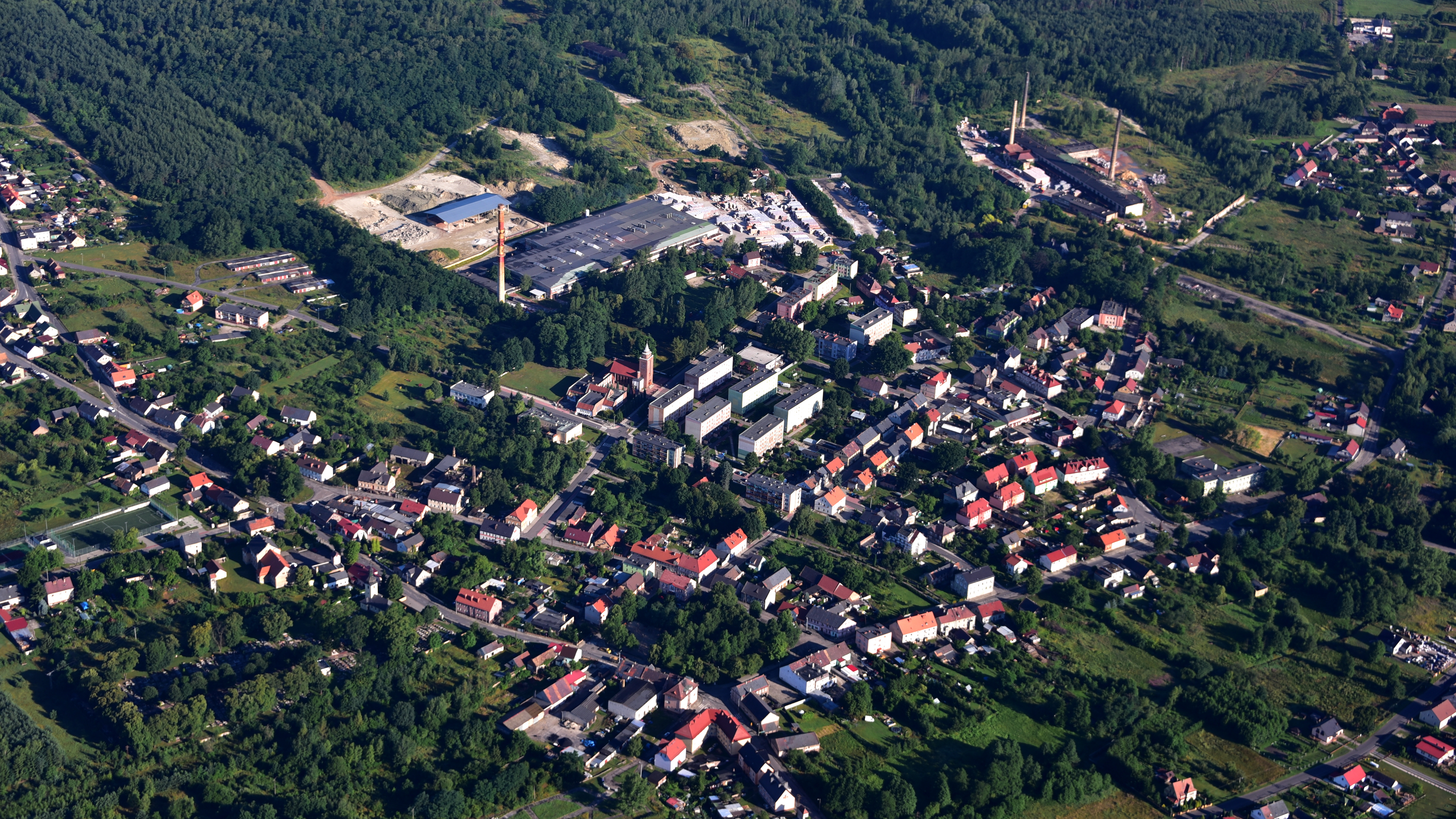
上空照

戈茲德尼察（波蘭語：Gozdnica）是波蘭西部盧布斯卡省扎甘縣的城鎮型市镇，距離扎甘25公里，始建於1285年，面積23.97平方公里，2006年人口3,454。

## 外部連結
- 官方网站  （波兰語）

51°26′20″N 15°05′44″E / 51.43889°N 15.09556°E